# Сапрофит
Сапрофит е организъм, който се храни с органични вещества, животни или растения. Сапрофитите имат сапрофитно хранене – храната постъпва в разтворено състояние през цялата повърхност.
Най-често срещано при гъбите.